# José López-Cuervo Rodríguez
Joseph Antonio López-Cuervo de Rodríguez (Pola de Siero, Asturias, 1788 - Loja, Granada, 1850), fue un militar español.

## Biografía
Hijo de Joseph López Cuervo de Merediz y de doña Bentura Rodríguez Morilla. Bautizado en la Parroquia de San Pedro Apóstol de Pola de Siero, Siero
Comenzó su carrera militar en 1808, cuando contaba 20 años, perteneció como soldado distinguido al regimiento de Caballería de Borbón. El 19 de julio de ese año participó en la Batalla de Bailén. En febrero de 1809 es nombrado cadete, pasando al Regimiento de Caballería del Rey, consiguiendo el empleo de portaestandarte el 19 de marzo y de alférez el primero de julio de ese mismo año. Participó en la Batalla de Talavera el 27 y 28 de julio de 1809, donde cayó su caballo en una zanja recibiendo una contusión en el pecho. El 6 de agosto se hallaba en el ataque al El Puente del Arzobispo (Toledo), retirándose enfermo al Hospital de Trujillo a causa de las heridas sufridas días antes en Talavera.
En 1810 pasó con su Regimiento de Caballería del Rey desde la Real Isla de León al condado de Niebla (Huelva) en el cual hizo su campaña, participando en las acciones de Villarrasa (28 de agosto) y Trigueros (16 y 17 de septiembre). Pasó de alférez a la Brigada de Carabineros Reales el 20 de diciembre de 1810. Participó en la acción de Villanueva de Castillejos (Condado de Niebla) el 29 de enero de 1811 por la que le consideró S.M. Benemérito de la Patria por Real Orden 11 de febrero de 1811. Movimientos del Regimiento sobre el Tajo y acción de Baza el 12 de mayo de 1812. El 30 de enero de 1813 (a los 25 años) obtiene el grado de Teniente.

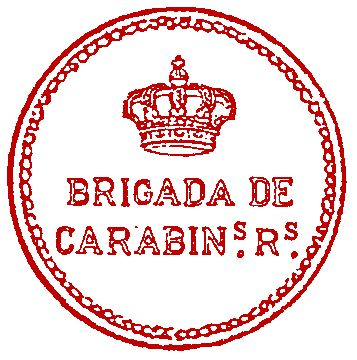
Sello Carabineros Reales.

En abril solicita un destino a México como Capitán de Dragones, en donde tiene familia, lo que no se le concede.
El 27 de mayo de 1816 se le concede licencia para casar con Doña Vicenta de Narváez y Porcel, hija de don José Manuel de Narváez y Chacón y de doña María Antonia Porcel y Muzarrieta, y tía del General Ramón María Narváez y Campos
Siguió de Teniente hasta el 7 de marzo de 1819, fecha en que se le expidió el retiro que solicitó alegando haber quedado imposibilitado para continuar en la carrera militar por resultas de la Batalla de Talavera (1809). En 1831 era teniente coronel graduado retirado y visitador de propios y arbitrios de la provincia de Extremadura.